# Medicago sinskiae
Medicago sinskiae là một loài thực vật có hoa trong họ Đậu. Loài này được Uljanova miêu tả khoa học đầu tiên.